# Monastère de Méga Spílaion
Le monastère de Méga Spílaion (grec moderne : Μέγα Σπήλαιο, littéralement : Grande Grotte), officiellement monastère de la Dormition de la Théotokos (grec moderne : Ιερά Μονή Κοιμήσεως της Θεοτόκου), est un monastère grec orthodoxe situé près de Kalávryta, dans la péninsule du Péloponnèse, dans le sud de la Grèce.

## Historique

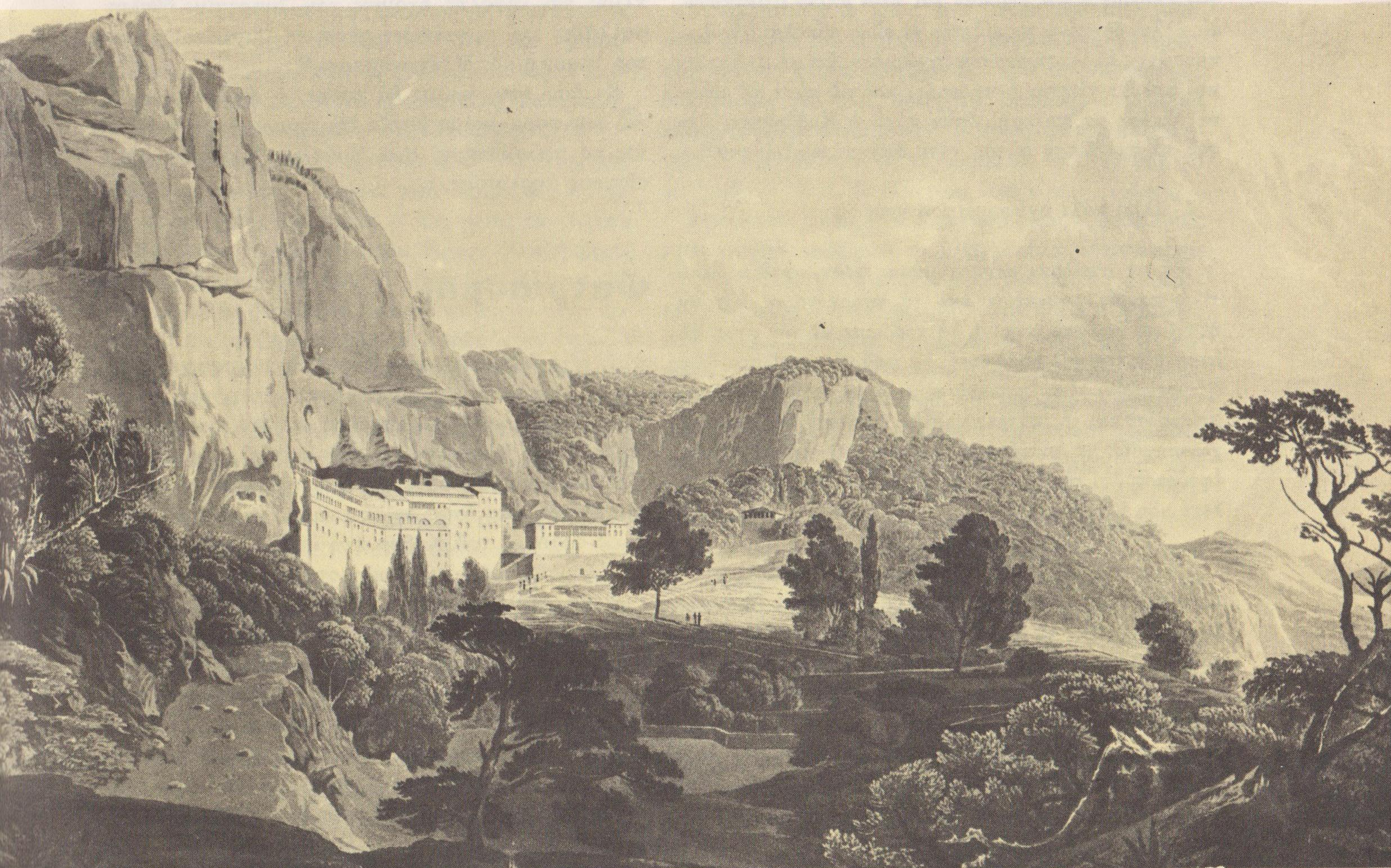
Image prise en 1802 du monastère de Méga Spílaion

Le monastère est situé dans une grande grotte dans une falaise abrupte, où les pentes occidentales du massif du Chelmós descendent jusqu'aux gorges du fleuve Vouraïkós (en), à environ 11 kilomètres au nord-ouest de la ville de Kalávryta. La grotte est connue depuis l'Antiquité, et le géographe Pausanias raconte que les filles de Proétos y trouvent refuge pendant leur folie. Au cours des premiers siècles chrétiens, des ermites chrétiens occupent la grotte.
Selon la tradition, le monastère serait l'un des plus anciens de Grèce. Il aurait été fondé en 362 par les frères Syméon et Théodore, originaires de Thessalonique, qui, avec l'aide d'Euphrosyne (une bergère locale, honorée comme sainte pour son rôle dans ces événements), découvrent dans la grotte l'icône de la Théotokos peinte par Luc l'évangéliste,,. Cependant son existence n'est attestée qu'à partir de la fin du XIIIe siècle, après la reconquête de la région de Kalavryta sur la Principauté d'Achaïe par les Grecs. 
Jean VI Cantacuzène promulgue un chrysobulle en sa faveur en 1348. Le monastère ne prend de l'importance qu'à partir de 1354 environ, lorsqu'il sert de résidence au métropolite orthodoxe de Patras, étant donné que la ville est encore occupée par les Latins et qu'elle est le siège d'un archevêché latin. Le complexe monastique est entièrement reconstruit en 1640.
Plusieurs des moines deviennent membres de la Filikí Etería et prennent part à la Guerre d'indépendance grecque. En 1934, le katholikon est détruit dans un incendie, et remplacé par une nouvelle église en 1937. Le 8 décembre 1943, la 117e division allemande de chasseurs détruit le monastère et exécute 22 moines et visiteurs dans le cadre de représailles qui culminent quelques jours plus tard avec le massacre de Kalávryta.
Le monastère est reconstruit après la guerre et comprend aujourd'hui un complexe de huit étages situé dans la falaise de 120 mètres de haut. Il s'agit d'un monastère d'hommes célébrant le 15 août (jour de la Dormition), ainsi que le 14 septembre et le 18 octobre (Luc l'évangéliste et les ktitorès).